# 올림다단조
올림다단조(-短調)는 올림다(C♯) 음을 으뜸음으로 하는 단음계이다.
자연단음계, 화성단음계, 가락단음계는 다음과 같다.
브라우저에서 소리 재생을 지원하지 않습니다. 오디오 파일을 다운로드할 수 있습니다.
브라우저에서 소리 재생을 지원하지 않습니다. 오디오 파일을 다운로드할 수 있습니다.
브라우저에서 소리 재생을 지원하지 않습니다. 오디오 파일을 다운로드할 수 있습니다.
그 외에도 표기가 복잡한 내림라단조의 이명동조로써 그 조성을 대체할 때도 쓰일 수 있다. 참고로 내림라단조는 조표에 내림표가 총 8개 있으며, 겹내림표 1개와 기본 내림표 6개로 되어있는 반면, 이명동조인 올림다단조는 조표에 올림표가 총 4개 있다. 따라서 내림라단조는 표기가 보다 간단한 올림다단조에 비해 사용하기가 비실용적이 될 수 있다. 참고로 내림라단조의 이론상 이명동조인 올림다단조에는 음계에 올림표가 붙은 음 4개만이 있고 나머지는 모두 원음이므로 내림라단조에 비해 표기가 간단한 이명동조가 된다. 기타 자세한 사항은 해당 문서 참고 바람.